# Hundsbach (Tann)

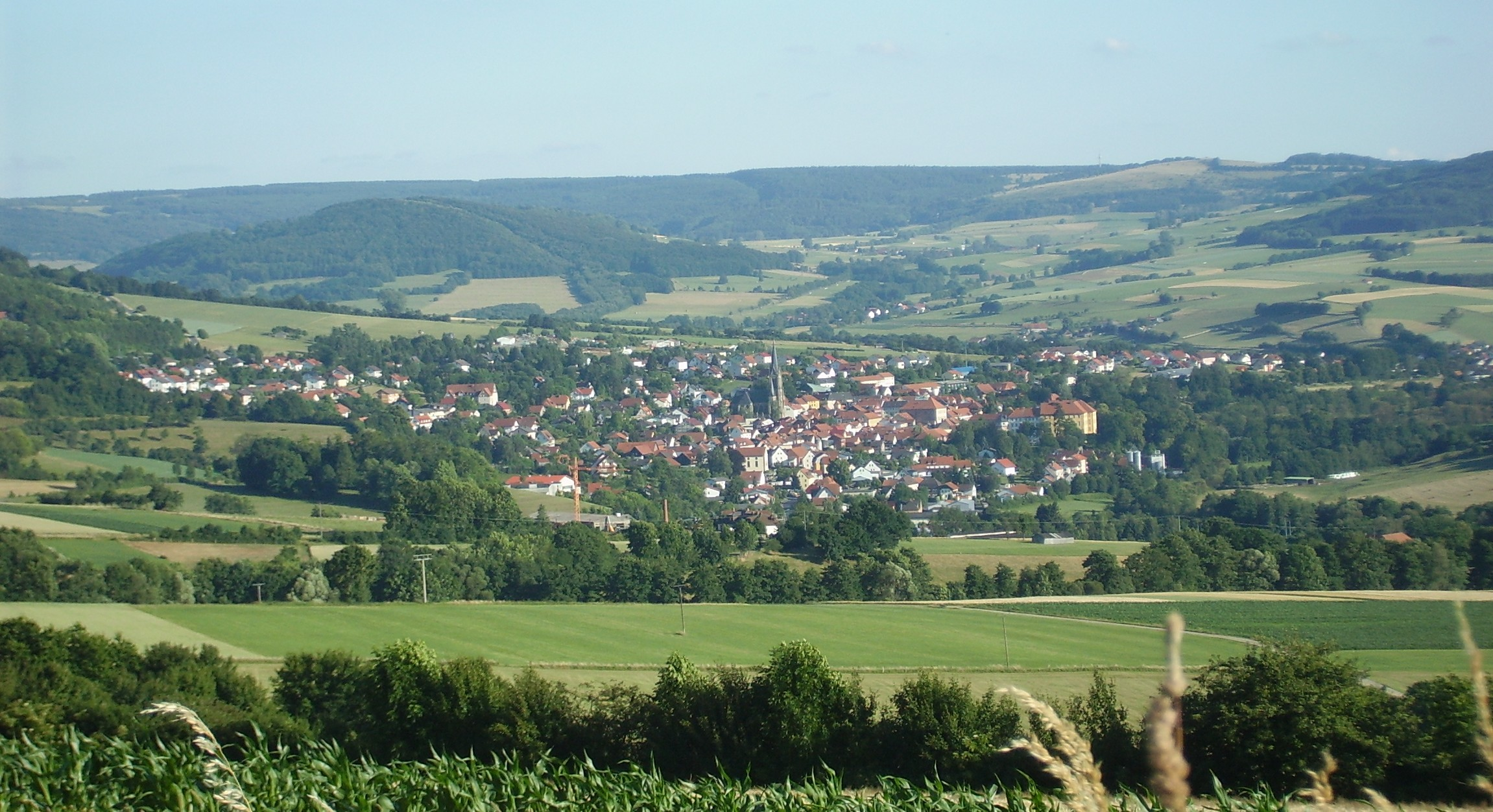
Tann (Rhön)

Hundsbach in der Rhön ist ein Stadtteil von Tann (Rhön) im osthessischen Landkreis Fulda.

## Geographie
Es liegt am Fuße des Engelsbergs im Naturpark Hessische Rhön, hat 19 Häuser und ca. 60 Einwohner. Zur ehemals selbständigen Gemeinde gehören die vier Weiler Hundsbach, Dippach, Herdathurm und Kleinfischbach.

Siedlungsplätze innerhalb der Gemarkung:
- Dippach (Dorf)[3]
- Herdathurm (Gehöftgruppe)[4]
- Kleinfischbach (Gehöftgruppe)[5]

## Geschichte

### Ortsgeschichte
Die älteste bekannte schriftliche Erwähnung von Hundsbach erfolgte im Jahr 1368.
Im Zuge der Gebietsreform in Hessen wurde die bis dahin selbständige Gemeinde Hundsbach auf freiwilliger Basis zum 1. April 1972 in die die Stadt Tann eingemeindet. Für Hundsbach wurde, wie für alle Stadtteil von Tann, ein Ortsbezirk gebildet.

### Verwaltungsgeschichte im Überblick
Die folgende Liste zeigt die Staaten und Verwaltungseinheiten, denen Hundsbach angehört(e):
- vor 1803: Heiliges Römisches Reich, Herrschaft der Freiherren von der Tann (Ritterkanton Rhön-Werra, Buchisches Quartier)
- 1803–1806: Heiliges Römisches Reich, Königreich Bayern, Herrschaft der Freiherren von der Tann[Anm. 2]
- 1806–1813: Großherzogtum Würzburg, Landgericht Hilders[Anm. 3]
- 1814–1832: Königreich Bayern, Herrschaftsgericht Tann
- 1832–1848: Königreich Bayern, Herrschaftskommissariat Tann
- 1848–1861: Königreich Bayern, Regierung Unterfranken und Aschaffenburg, Landgerichtsbezirk Hilders
- 1862–1866: Königreich Bayern, Regierungsbezirk Unterfranken, Bezirksamt Gersfeld[Anm. 4]
- ab 1867: Norddeutscher Bund, Königreich Preußen,[Anm. 5] Provinz Hessen-Nassau, Regierungsbezirk Kassel, Kreis Gersfeld
- ab 1871: Deutsches Reich,  Königreich Preußen, Provinz Hessen-Nassau, Regierungsbezirk Kassel, Kreis Gersfeld
- ab 1918: Deutsches Reich, Freistaat Preußen, Provinz Hessen-Nassau, Regierungsbezirk Kassel, Kreis Gersfeld
- ab 1932: Deutsches Reich, Freistaat Preußen, Provinz Hessen-Nassau, Regierungsbezirk Kassel, Landkreis Fulda
- ab 1944: Deutsches Reich, Freistaat Preußen, Provinz Kurhessen, Landkreis Fulda
- ab 1945: Deutsches Reich, Amerikanische Besatzungszone, Groß-Hessen, Regierungsbezirk Kassel, Landkreis Fulda
- ab 1946: Deutsches Reich, Amerikanische Besatzungszone, Hessen, Regierungsbezirk Kassel, Landkreis Fulda
- ab 1949: Bundesrepublik Deutschland, Hessen, Regierungsbezirk Kassel, Landkreis Fulda
- ab 1972: Bundesrepublik Deutschland, Hessen, Regierungsbezirk Kassel, Landkreis Fulda, Stadt Tann (Rhön)

## Bevölkerung

### Einwohnerstruktur 2011
Nach den Erhebungen des Zensus 2011 lebten am Stichtag dem 9. Mai 2011 in Hundsbach 210 Einwohner. Darunter waren keine Ausländer.
Nach dem Lebensalter waren 42 Einwohner unter 18 Jahren, 78 waren zwischen 18 und 49, 42 zwischen 50 und 64 und 48 Einwohner waren älter.
Die Einwohner lebten in 78 Haushalten. Davon waren 15 Singlehaushalte, 21 Paare ohne Kinder und 26 Paare mit Kindern, sowie 3 Alleinerziehende und keine Wohngemeinschaften. In 15 Haushalten lebten ausschließlich Senioren und in 42 Haushaltungen leben keine Senioren.

### Einwohnerentwicklung
| Hundsbach: Einwohnerzahlen von 1834 bis 2021 | Hundsbach: Einwohnerzahlen von 1834 bis 2021 | Hundsbach: Einwohnerzahlen von 1834 bis 2021 | Hundsbach: Einwohnerzahlen von 1834 bis 2021 | Hundsbach: Einwohnerzahlen von 1834 bis 2021 |
| --- | -------------------------------------------- | -------------------------------------------- | -------------------------------------------- | -------------------------------------------- |
| Jahr |                                              |                                              |                                              | Einwohner                                    |
| 1834 | 1834                                         |                                              | 230                                          | 230                                          |
| 1840 | 1840                                         |                                              | 240                                          | 240                                          |
| 1846 | 1846                                         |                                              | 236                                          | 236                                          |
| 1852 | 1852                                         |                                              | 232                                          | 232                                          |
| 1858 | 1858                                         |                                              | 248                                          | 248                                          |
| 1864 | 1864                                         |                                              | 270                                          | 270                                          |
| 1871 | 1871                                         |                                              | 246                                          | 246                                          |
| 1875 | 1875                                         |                                              | 254                                          | 254                                          |
| 1885 | 1885                                         |                                              | 255                                          | 255                                          |
| 1895 | 1895                                         |                                              | 275                                          | 275                                          |
| 1905 | 1905                                         |                                              | 263                                          | 263                                          |
| 1910 | 1910                                         |                                              | 267                                          | 267                                          |
| 1925 | 1925                                         |                                              | 274                                          | 274                                          |
| 1939 | 1939                                         |                                              | 242                                          | 242                                          |
| 1946 | 1946                                         |                                              | 339                                          | 339                                          |
| 1950 | 1950                                         |                                              | 314                                          | 314                                          |
| 1956 | 1956                                         |                                              | 303                                          | 303                                          |
| 1961 | 1961                                         |                                              | 300                                          | 300                                          |
| 1967 | 1967                                         |                                              | 266                                          | 266                                          |
| 1970 | 1970                                         |                                              | 262                                          | 262                                          |
| 1980 | 1980                                         |                                              | ?                                            | ?                                            |
| 1990 | 1990                                         |                                              | ?                                            | ?                                            |
| 2000 | 2000                                         |                                              | ?                                            | ?                                            |
| 2011 | 2011                                         |                                              | 210                                          | 210                                          |
| 2021 | 2021                                         |                                              | 198                                          | 198                                          |
| Datenquelle: Historisches Gemeindeverzeichnis für Hessen: Die Bevölkerung der Gemeinden 1834 bis 1967. Wiesbaden: Hessisches Statistisches Landesamt, 1968. Weitere Quellen: LAGIS; Stadt Tann (Rhön); Zensus 2011 |                                              |                                              |                                              |                                              |

### Historische Religionszugehörigkeit
| • 1885: | 255 evangelische (= 100 %) Einwohner                              |
| • 1961: | 290 evangelische (= 96,67 %), 10 katholische (= 3,33 %) Einwohner |

## Politik
Für Hundsbach besteht ein Ortsbezirk (Gebiete der ehemaligen Gemeinde Hundsbach) mit Ortsbeirat und Ortsvorsteher nach der Hessischen Gemeindeordnung. Der Ortsbeirat besteht aus fünf Mitgliedern. Bei den Kommunalwahlen in Hessen 2021 betrug die Wahlbeteiligung zum Ortsbeirat 75,47 %. Alle Kandidaten gehörten der Bürgerliste Hundsbach an. Der Ortsbeirat wählte Stephan Caßube zum Ortsvorsteher.